# Gregory Harrison
Gregory Neale Harrison (Avalon (Californië), 31 mei 1950) is een Amerikaans acteur, filmproducent en filmregisseur.

## Privé
Harrison is in 1980 getrouwd en heeft hieruit vier kinderen.

## Filmografie

### Films
Selectie:
- 2012 Undercover Bridesmaid – als mr. Thompson
- 2009 Give 'Em Hell, Malone - als Whitmore
- 2009 Au Pair 3: Adventure in Paradise – als Oliver Caldwell
- 2001 Au Pair II – als Oliver Caldwell
- 1999 Au Pair – als Oliver Caldwell
- 1998 Air Bud: Golden Receiver – als dr. Patrick Sullivan
- 1992 Breaking the Silence – als Paul Danner
- 1984 Razorback – als Carl Winters

### Televisieseries
Uitgezonderd eenmalige gastrollen.
- 2020 - 2024 General Hospital - als Gregory Chase - 147 afl.
- 2021 - 2024 9-1-1 - als Phillip Buckley - 6 afl.
- 2017 - 2021 Chesapeake Shores - als Thomas O'Brien - 16 afl.
- 2018 - 2019 American Housewife - als Dan - 2 afl.
- 2015 - 2016 Rizzoli & Isles - als Ron Hanson - 6 afl.
- 2014 Reckless - als Dec Fortnum - 13 afl.
- 2012 Ringer – als Tim Arbogast – 5 afl.
- 2009 – 2011 One Tree Hill – als Paul Norris – 12 afl.
- 2009 Maneater – als Teddy Alpert – 2 afl.
- 2005 – 2006 Reunion – als Russell Brewster – 7 afl.
- 2005 – 2006 Joey – als Dean – 4 afl.
- 2002 - 2003 Strong Medicine – als dr. Randolf Kilner – 4 afl.
- 2000 – 2001 Judging Amy – als Tom Gillette – 4 afl.
- 2000 Ed – als Nick Stanton – 5 afl.
- 1999 Safe Harbor – als John Loring – 10 afl.
- 1996 – 1997 Dark Skies – als oude John Loengard – 19 afl.
- 1995 New York News – als Jack Reilly – 13 afl.
- 1995 Sisters – als Daniel Albright – 5 afl.
- 1990 – 1991 Family Man – als Jack Taylor – 22 afl.
- 1989 – 1990 Falcon Crest – als Michael Sharpe – 22 afl.
- 1979 – 1986 Trapper John, M.D. – als dr. George Alonzo Gates – 142 afl.
- 1978 – 1979 Centennial – als Levi Zendt – 10 afl.
- 1977 – 1978 Logan's Run – als Logan – 14 afl.

### Filmregisseur
- 1999 Touched by an Angel – televisieserie – 1 afl.
- 1983 – 1985 Trapper John, M.D. – televisieserie 5 afl.

### Filmproducent
- 2014 Two Guys One Truck - televisieserie - 9 afl.
- 1993 The Tower – film
- 1988 Red River – film
- 1986 Picnic – film
- 1986 Spot Marks the X – film
- 1986 Pleasures – film
- 1985 Seduced – film
- 1984 Samson and Delilah – film
- 1983 Legs – film
- 1983 Thursday's Child – film
- 1981 For Ladies Only – film

## Theaterwerk opBroadway
- 2001 Follies - als Benjamin Stone
- 1997 Steel Pier - als Mick Hamilton
- 1996 - heden Chicago - als Billy Flynn (understudy)

- Bibliothèque nationale de France: cb14047684r (data)
- International Standard Name Identifier: 0000 0001 1445 1791
- Library of Congress Control Number: n81120062
- Système universitaire de documentation: 231805829
- Virtual International Authority File: 57944508
- WorldCat: E39PBJv8Jv6T8P6gJQdjwWVgrq